# Pinheyschna moori
Pinheyschna moori is een echte libel uit de familie van de glazenmakers (Aeshnidae).
De soort staat op de Rode Lijst van de IUCN als onzeker, beoordelingsjaar 2009.
De wetenschappelijke naam van de soort werd in 1981 als Aeshna moori gepubliceerd door Elliot C.G. Pinhey.